# Galátista
Galátista, en grec moderne : Γαλάτιστα, est un village du dème de Polýgyros, district régional de Chalcidique, en Macédoine-Centrale, Grèce.
Selon le recensement de 2011, la population du village compte 2 537 habitants.